# 바로타 (간선급행버스체계)
바로타(BAROTA)는 세종특별자치시와 주변 지역인 대전광역시 및 충청북도 청주시에서 운행되고 있는 간선급행버스체계이다. 세종특별자치시 내에서 중요한 간선교통 역할을 담당하고 있으며, 행정중심복합도시 및 대전역, 오송역, 청주국제공항, 대전 도시철도 1호선 반석역 등을 운행한다.

## 운행 노선
| 노선 번호 | 운행업체                                | 운행구간     | 운행구간 | 운행구간   | 경유지 | 배차 간격 (분) | 시간표      | 비고                                                       |
| --------- | --------------------------------------- | ------------ | -------- | ---------- | --- | -------------- | ----------- | ---------------------------------------------------------- |
| B0        | 세종도시교통공사                        | 세종터미널   | ↔        | 세종터미널 | 한솔동, 정부세종청사, 도담동, 누리동, 산학연클러스터, 국책연구단지, 세종시청 | 4~15           | 05:36~24:40 | - 양방향 순환 노선 - 전기굴절버스 운행 - 구 900번          |
| B1        | 대전비알티                              | 대전역       | ↔        | 오송역     | 대덕구청, 대덕산업단지, 세종시청.교육청.시의회, 세종터미널, 한솔동, 정부세종청사, 도담동 | 5~15           | 05:30~23:40 | - 구 1001번                                                |
| B2        | 세종도시교통공사                        | 반석역       | ↔        | 오송역     | 세종터미널, 한솔동, 나성동, 다정동, 정부세종청사, 도담동, 누리리 | 3~20           | 05:00~24:30 | - 구 990번                                                 |
| B3        | 청주시내버스준공영제관리위원회          | 청주국제공항 | ↔        | 세종터미널 | 오창프라자, 청주소로초등학교, 보건의료행정타운, 오송역, 도담동, 정부세종청사, 나성동, 한솔동 | 18~30          | 06:00~22:40 | - 구 757번                                                 |
| B4        | 세종도시교통공사                        | 반석역       | ↔        | 오송역     | 세종터미널, 세종시청, 국책연구단지, 산학연클러스터, 다솜동 | 40             | 05:33~23:13 |                                                            |
| B5        | 세종도시교통공사                        | 세종터미널   | ↔        | 세종터미널 | 한솔동, 고운뜰공원, 도담동, 세종소방서, 반곡동, 새나루마을1단지, KDI, 세종시청 | 15~25          | 06:05~23:07 | - 양방향 순환 노선 - 1-1, 1-2, 1-3생활권 경유 보조BRT 노선 |
| B6        | 세종도시교통공사                        | 세종터미널   | ↔        | 오송역     | 한솔동, 나성동, 다정동, 정부세종청사, 도담동, 누리리 | 5~100          | 05:15~24:00 |                                                            |
| B7        | 세종교통 청주시내버스준공영제관리위원회 | 집현동       | ↔        | 비하동     | 세종국책연구단지, 세종시청, 세종터미널, 한솔동, 정부세종청사, 세종충남대병원, 해밀동, 다솜동, 가경동아이파크5단지, 청주임시고속버스터미널, 충북선거관리위원회, 비하동효성아파트, 신영지웰시티, 현대백화점, 롯데쇼핑몰 | 20~25          | 05:40~23:15 |                                                            |

## 개별 노선에 관한 정보

### B0
- 한누리대로를 따라 행정중심복합도시 내부를 순환하는 노선이다.
- 2018년 2월 3일부터 900번으로 운행을 개시하였다. 개통 당시에는 한별리 - 세종고속시외버스터미널 - 반곡동 구간만을 왕복 운행하는 노선이었는데, 2020년 1월 23일부터 현대 일렉시티 굴절 전기버스 4대가 도입됨과 함께 한누리대로 전 구간을 순환하는 노선으로 개편되었다.[1] 단, 미개발 생활권에 있는 일부 정류장은 무정차 통과한다.
- 2021년 1월 1일부터 행복도시권 광역 BRT 브랜드 '바로타'의 도입에 따라 노선번호가 B0번으로 변경되었다.
- 2021년 4월 1일부터 현대 일렉시티 굴절 전기버스 8대가 추가로 도입되며 이 노선을 운행하는 모든 차량이 굴절 전기버스로 교체되었다.
- 세종터미널 지상 정류소에서 종착하는 '터미널'행과 지상 정류소를 정차하지 않고 지하 정류소와 대평동 정류소를 직통으로 운행하는 '순환' 두 노선이 있으며, 대평동, 세종터미널(지상·지하), 한솔동 정류소에서 동일 노선으로 무료 환승이 가능하다.
- 세종도시교통공사의 정책에 따라 2022년 1월 1일부터 본 노선의 현금 승차가 제한될 예정이며, 2021년 11월 1일부터 12월 31일까지 시범 운영 기간을 시행하였다.[2]

### B1
- 오송역 - 정부세종청사 - 세종고속시외버스터미널 - 세종특별자치시청 - 대전역 구간을 운행하는 노선이다.
- 북쪽 기종점인 오송역버스환승센터에서는 3번 승강장에서 승차, 1번 또는 9번 승강장에서 하차한다.
- 2016년 7월 20일부터 1001번[3]으로 운행을 개시하였다.
- 노선의 운송사업자로 대전광역시의 시내버스 업체인 선진여객이 선정되었으며,[4] 선진여객 컨소시엄의 출자로 대전비알티가 설립되었다. 한편 노선 운송사업자 선정 과정에서  청주시 시내버스 업체가 배제되는 것에 대한 반발이 존재하였다.[5]
- 2021년 1월 1일부터 행복도시권 광역 BRT 브랜드 '바로타'의 도입에 따라 노선번호가 B1번으로 변경되었다.
- 대전광역시의 시내버스 현금승차 제한 정책의 시범 운영 노선으로 선정되어 2021년 7월 1일부터 교통카드로만 승차가 가능하도록 조치되었다. 7월 1일부터 1개월 동안의 계도 기간을 두었으며, 그 이후 차량에서 요금함과 잔돈 지급기를 철거함으로써 현금 승차가 완전히 금지되었다.[6]

### B2
- 오송역 - 세종시내 - 반석역 구간을 운행하는 노선으로 한누리대로 서측을 경유한다.
- 북쪽 기종점인 오송역버스환승센터에서는 4번 승강장에서 승차, 1번 또는 9번 승강장에서 하차한다.
- 2012년 9월 19일  반석역 ~ 행정중심복합도시 ~ 오송역 31.2km 구간의 BRT 도로가 개통되었다.[7]
- 정식 개통 전 2012년 9월에 9400번으로 시범운행을 진행하였으며, 시범운행 기간 동안 무료로 탑승이 가능했다. 이후 2013년 4월 22일 990번으로 정식 운행을 개시하며 유료화되었다.
- 개통 시부터 2018년까지 세종교통이 운행하였다가 2018년 12월 1일부터 세종도시교통공사로 노선 운영권과 차량이 이관되어 운행되고 있다.
- 2021년 1월 1일부터 행복도시권 광역 BRT 브랜드 '바로타'의 도입에 따라 노선번호가 B2번으로 변경되었다.
- 세종도시교통공사의 정책에 따라 2022년 1월 1일부터 본 노선의 현금 승차가 제한될 예정이며, 2021년 11월 1일부터 12월 31일까지 시범 운영 기간을 시행하였다.[2]

### B3
- 청주국제공항 - 오창과학산업단지 - 오송생명과학단지 - 오송역 - 정부세종청사 - 세종고속시외버스터미널 구간을 운행하는 노선이다.
- 중간 경유지인 오송역버스환승센터에서는 세종터미널행의 경우 2번 승강장에서, 청주공항행의 경우 6번 승강장에서 승하차한다.
- 2012년 6월 1일부터 운행을 개시하였고, BRT 시범운행 기간 당시 9400번과 함께 751/751-1번으로 한솔동 첫마을 - 정부세종청사 - 오송역 구간을 운행하였다.[8] 이후 청주국제공항까지 노선이 연장되며 1일 8회 운행했다.
- 2018년 4월 8일부터 종점이 세종터미널까지 연장되었다.[9]
- 2019년 11월 9일부터 오송역 - 청주국제공항 구간을 운행하는 청주 750번 노선을 흡수 통합함과 동시에, 전 차량이 대전 B1번 노선의 차량과 동일 모델의 고급좌석버스 11대로 교체 및 증차되었다.[10]
- 오송역버스환승센터 개소에 맞춰 2020년 1월 16일부터 세종터미널 방향 751번, 청주공항 방향 751-1번으로 분리되어 있던 노선번호를 757번으로 통합하였다.[11]
- 2021년 1월 1일부터 행복도시권 광역 BRT 브랜드 '바로타'의 도입에 따라 노선번호가 B3번으로 변경되었으며, BRT 전용차량 고시에 본 노선이 추가됨으로써 법적인 BRT 노선 지위를 부여받았다.[12]
- 2022년 1월 1일부터 109번, 509번 급행버스 운행을 위해 본 노선에서 운행중이던 고급좌석버스 5대를 저상버스로 교체하였다.
- 오송역에서 종착하는 단축노선이 존재한다.

### B4
- B2번과 동일하게 오송역 - 세종시내 - 반석역 구간을 운행하는 노선이지만 B2번 노선과는 달리 반곡동, 세종특별자치시청 등 한누리대로 동측을 경유한다.
- 북쪽 기종점인 오송역버스환승센터에서는 4번 승강장에서 승차, 1번 또는 9번 승강장에서 하차한다.
- 2022년 9월 1일 B2번에서 분리 개통된 노선으로 본 노선 역시 현금 승차가 제한된다.

### B5
- 행정중심복합도시의 타 생활권에 비해 한누리대로 BRT 구간에서 멀리 이격되어 있는 1-1, 1-2, 1-3 생활권(각각 고운동, 아름동, 종촌동) 지역을 배려하기 위하여 B0번의 보조 노선으로 신설된 노선이다. 세종고속시외버스터미널 ~ 소담동 구간은 BRT 전용차로를 주행하고 나머지 구간은 일반버스 정류소에 정차한다.
- 평일(월-금) 한정으로 운행하며, 토·일요일이 아닌 공휴일에도 정상 운행한다.
- 2021년 2월 5일 시범운행 형식으로 운행을 개시하여, 평일 출근 시간대 한정으로 운행했다.[13]
- 세종도시교통공사 소속 승무원이 코로나바이러스감염증-19 확진 판정을 받은 여파로 2021년 5월 17일부터 5월 27일까지 본 노선의 운행이 중단되는 일이 발생하였다. 이후 5월 28일부터 운행이 재개됨과 함께 평일 오후 시간대까지로 운행 시간이 확대되었다.[14][15]
- 세종도시교통공사의 정책에 따라 2022년 1월 1일부터 본 노선의 현금 승차가 제한될 예정이며, 2021년 11월 1일부터 12월 31일까지 시범 운영 기간을 시행하였다.[2]
- 2022년 7월 15일부터 평일(월-금) 한정으로 운행하던 것을 주말에도 확대 운행하고 일부 운행경로가 변경된다.[16]

### B6
- B2번의 혼잡도 완화를 위하여 2024년 5월 16일부터 운행을 시작한 노선으로, 세종고속시외버스터미널 - 정부세종청사 - 오송역 구간을 왕복 운행한다.
- 전기굴절버스 4대가 운행한다.[17]
- B5번 초창기 때처럼 평일(월-금) 한정으로 운행하며, 토·일요일이 아닌 공휴일에도 정상 운행한다.

### B7
- 청주시 서부지역인 가경동 / 복대동 / 비하동과 행정중심복합도시를 직통으로 연결하는 노선으로, 2024년 8월 3일부터 운행을 시작한다.
- 동양교통 2대, 동일운수 1대, 세종교통 5대, 청주교통 1대, 한성운수 1대로 1일 48회를 운행한다.
- 청주시내버스 정기승차권은 2025년 5월 27일 현재 모든 차적에서 사용이 가능하나 현금 승차는 청주시 소속 차량만 가능한다.

## 갤러리

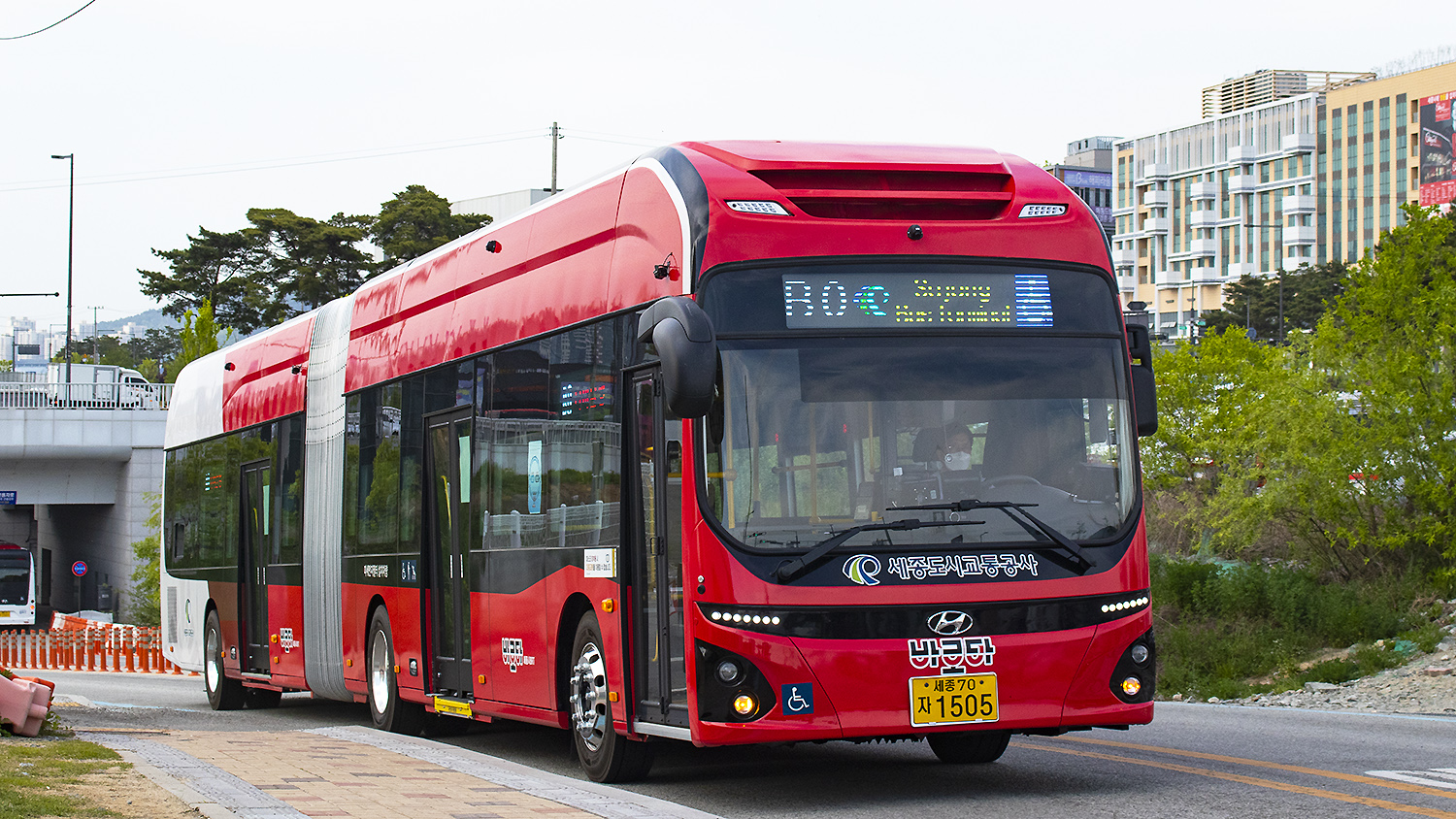
B0번에서 운행중인 전기굴절버스
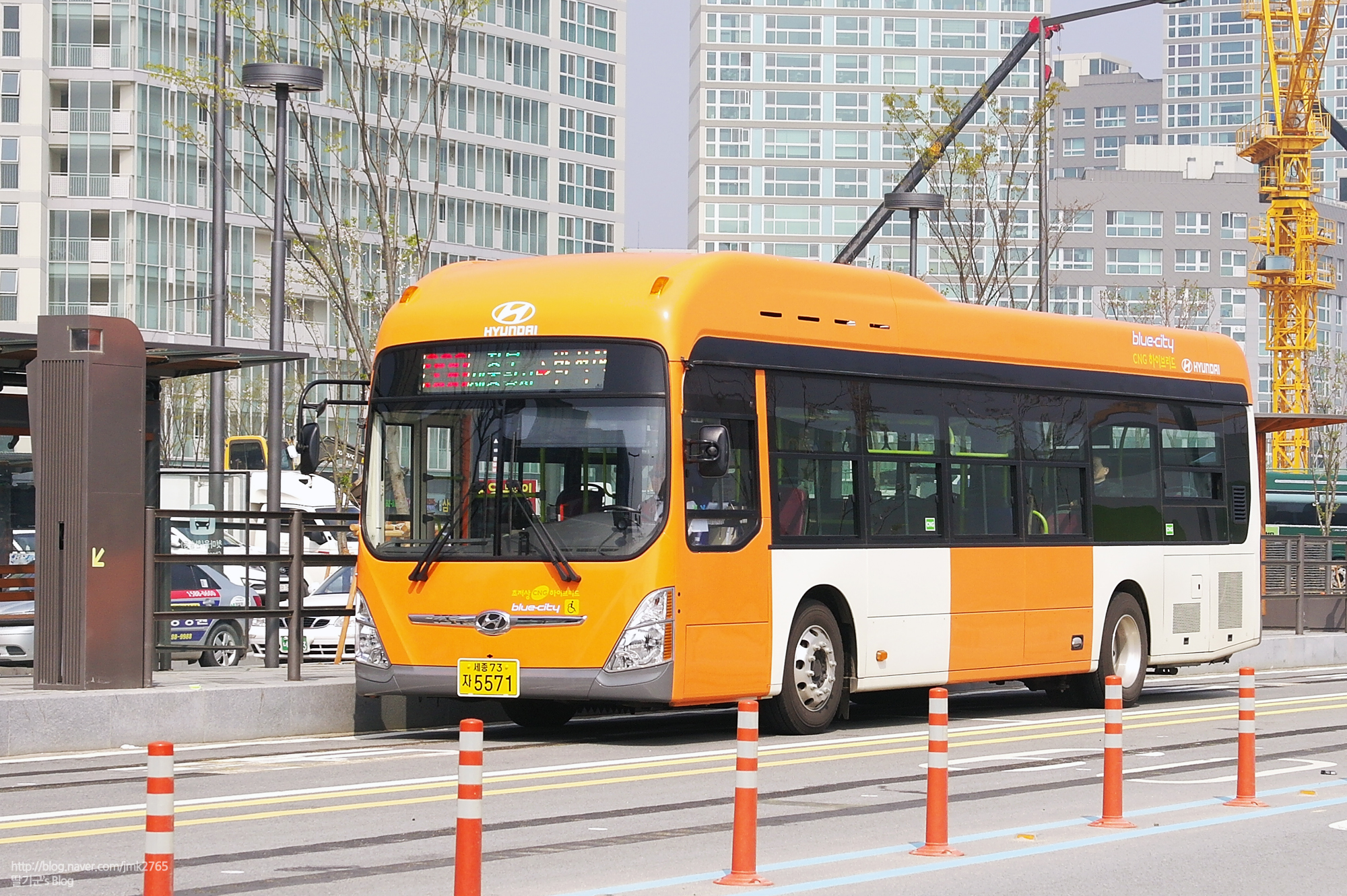
990번(현재 B2번)
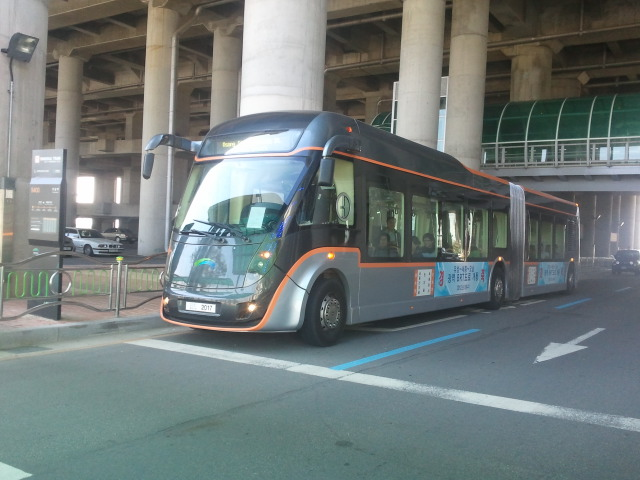
990번(현재 B2번) 노선에서 시범운행된 바이모달트램
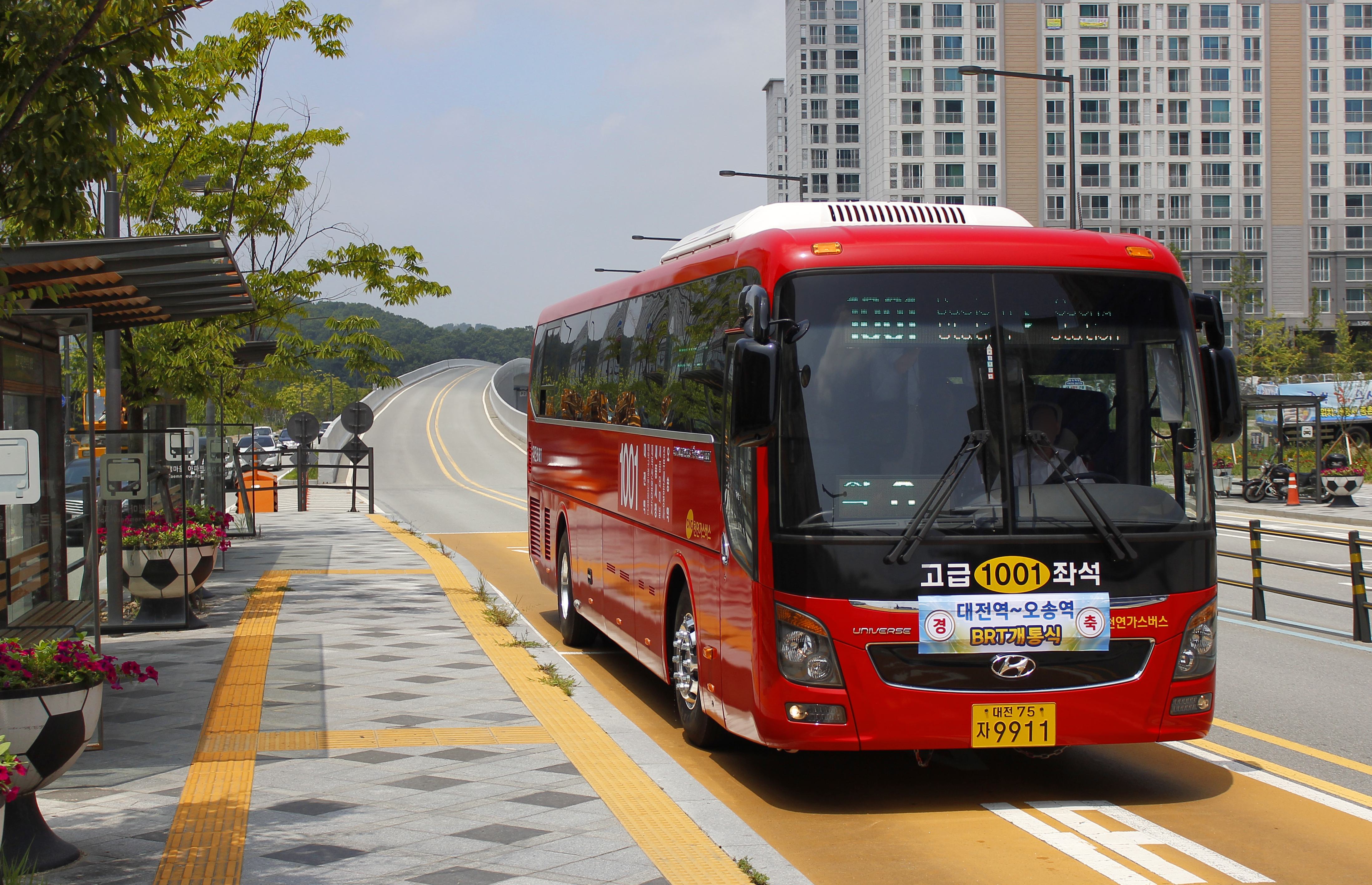
1001번(현재 B1번)
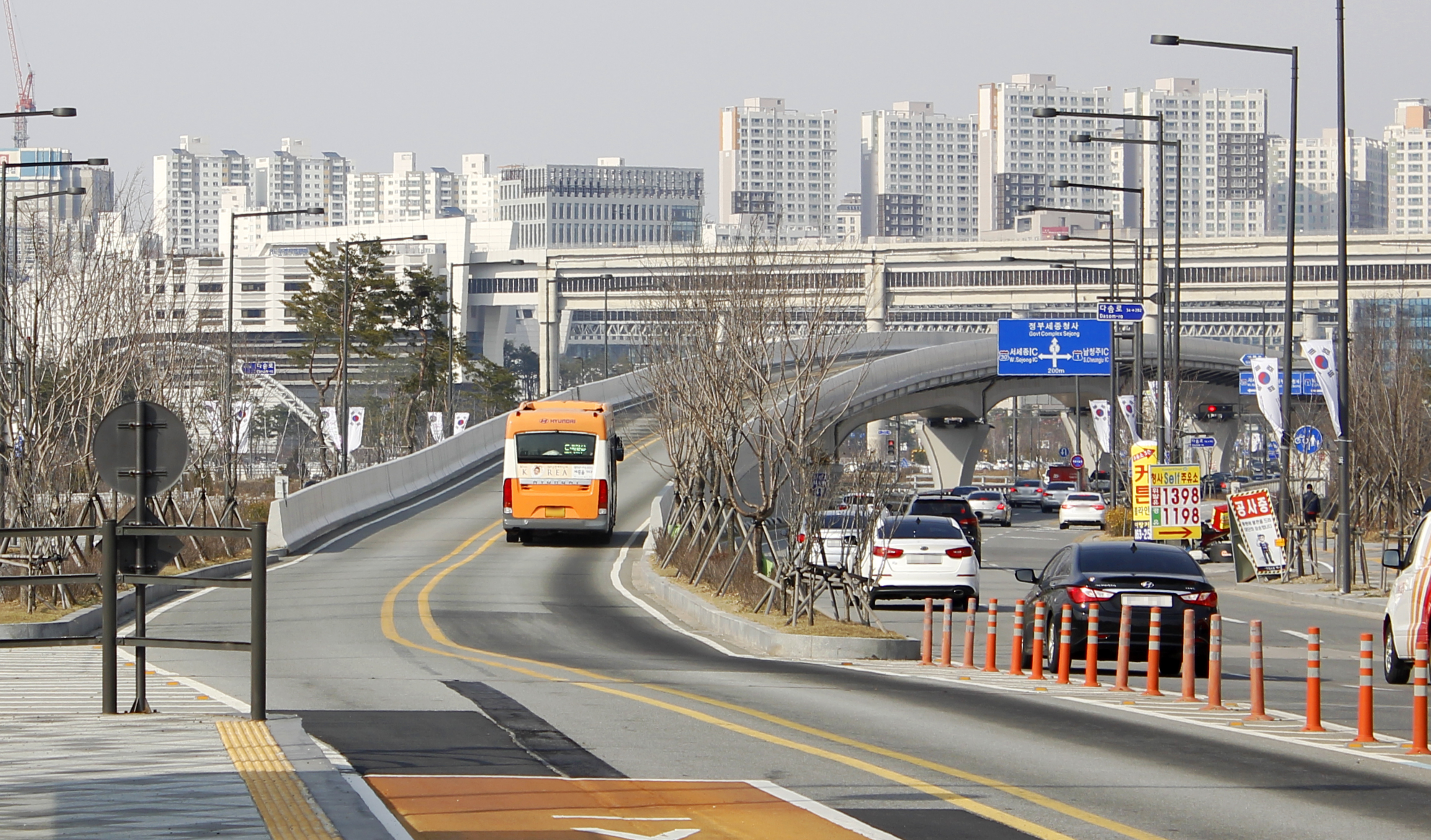
입체교차로(지상)
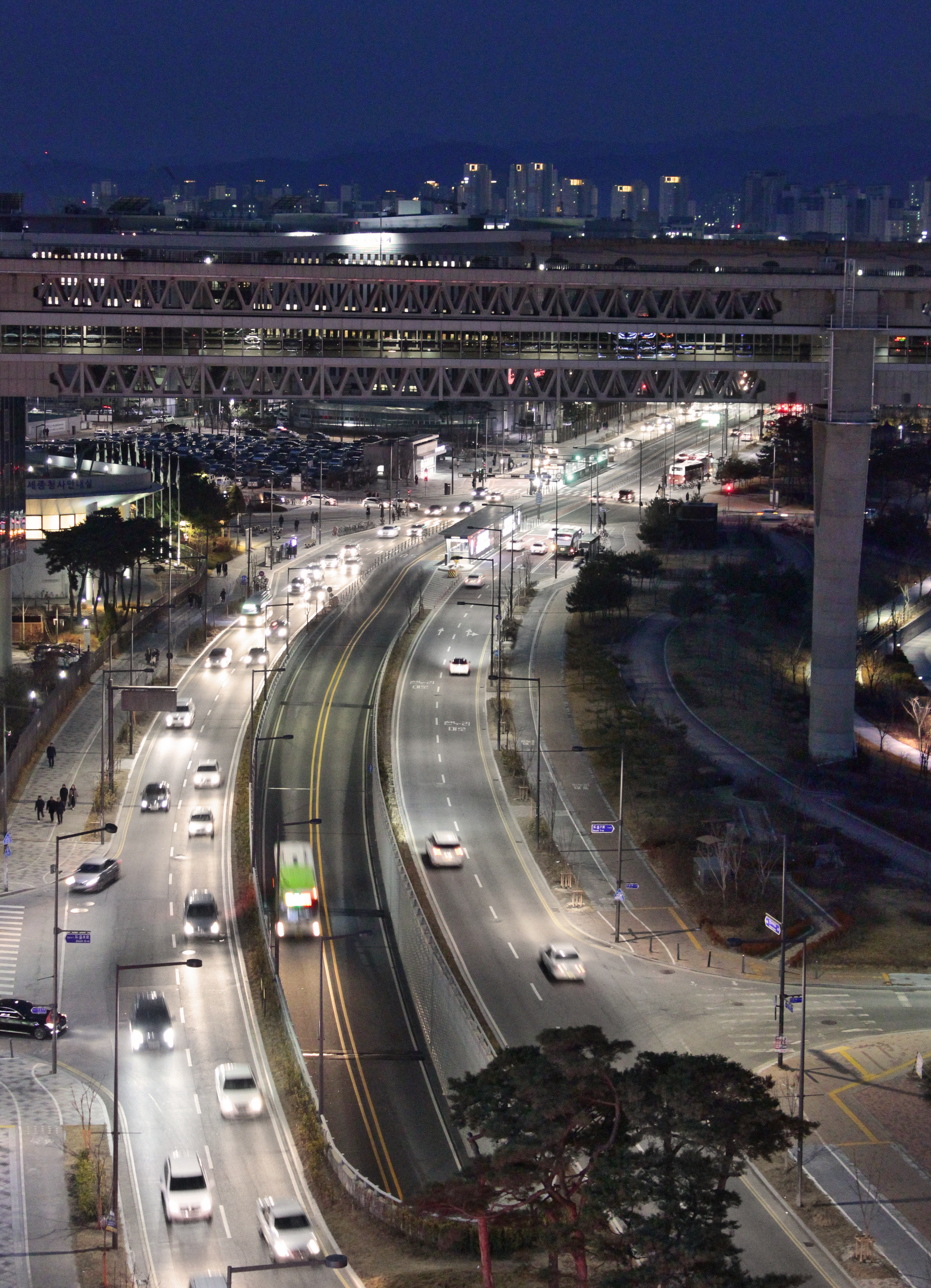
입체교차로(지하)
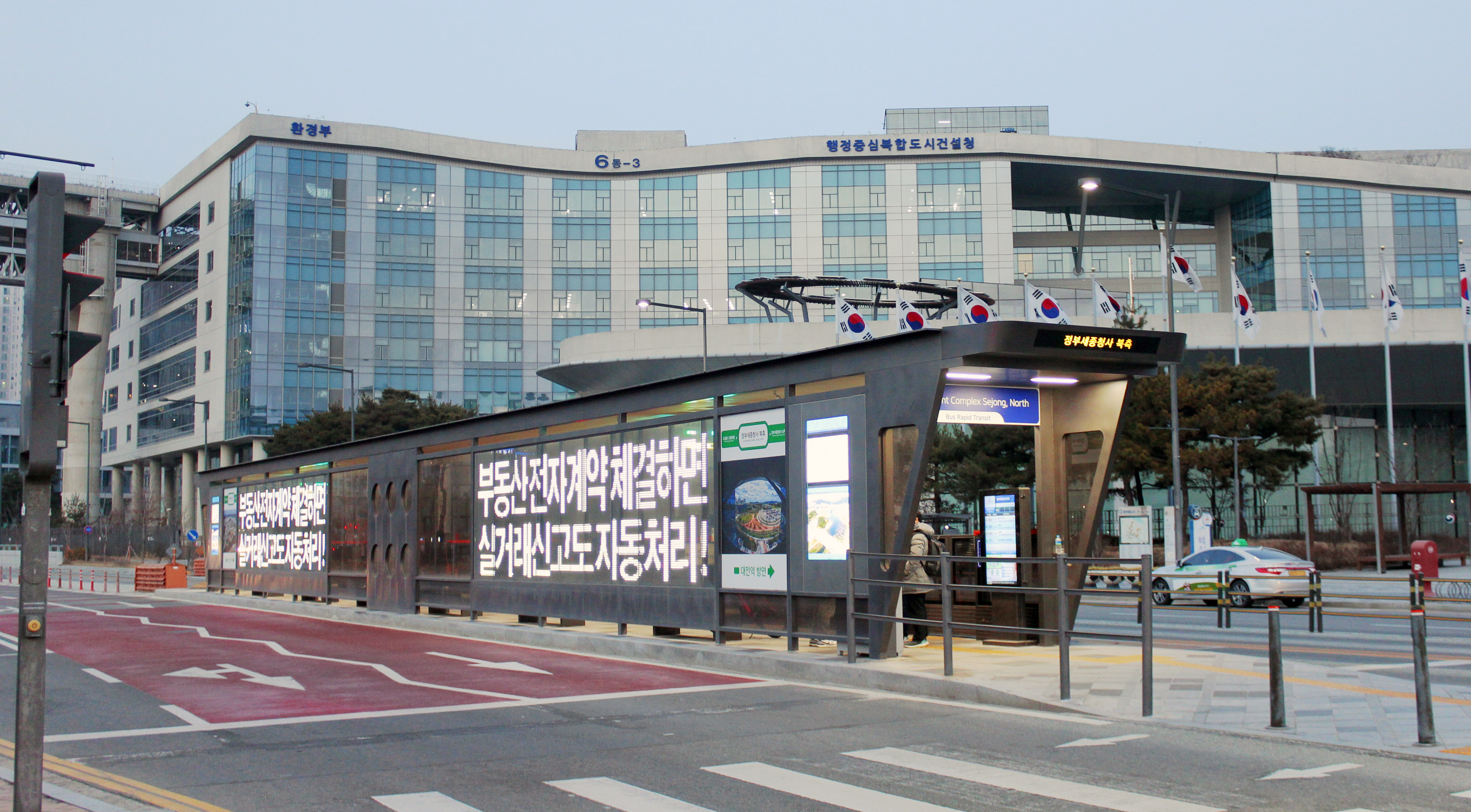
신교통형 정류장
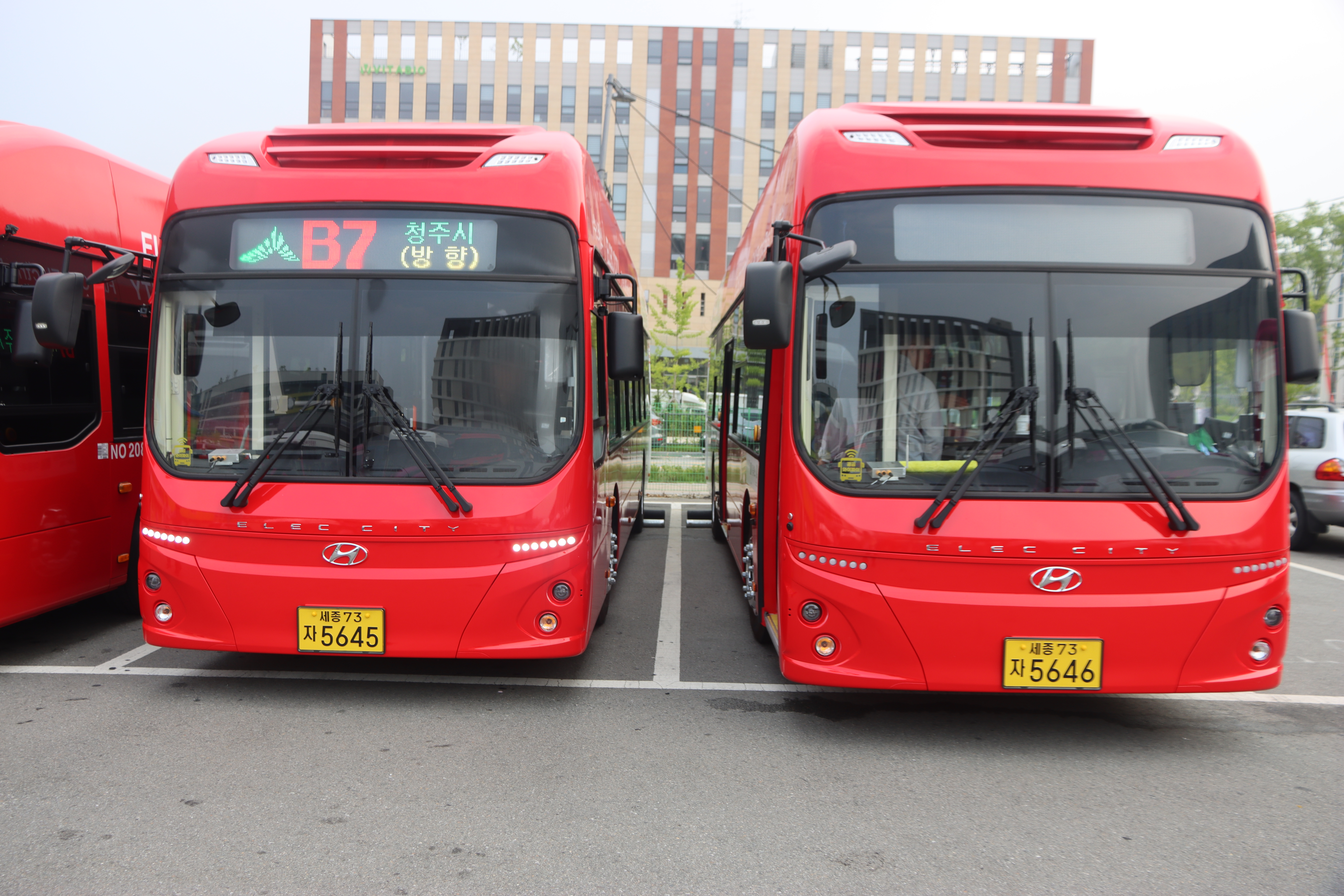
B7번 일렉시티 수소버스

## 같이 보기
- 세종특별자치시의 버스전용차로
- 대전광역시의 버스전용차로
- 청주시의 버스전용차로